# Santiago Mariño
Santiago Mariño (Valle del Espíritu Santo, 25 luglio 1788 – La Victoria, 4 settembre 1854) è stato un politico venezuelano.
È stato uno dei protagonisti dell'indipendenza del suo paese ed è stato presidente della repubblica sudamericana dal 9 al 27 luglio 1835.
Nativo dell'oriente del paese, diventò un grande caudillo di questa zona.
Fu uno dei principali oppositori della separazione del Venezuela dalla Grande Colombia da parte di José Antonio Páez, fu presidente del Venezuela per un corto periodo di tempo dopo aver comandato la Revoluzione delle Riforme.

## Vita politica
L'8 luglio del 1835, esplose una reazione violenta dei militari, conosciuta come la Revolución delle Riforme, comandata da Santiago Mariño, che aveva come obbiettivi; stabilire la legge militare, la religione di Stato, rivendicare il nome del Libertador Simón Bolívar, e ricostruire la Grande Colombia. Il 9 luglio del 1835 il Presidente ed il Vicepresidente sono stati esiliati all'Isola di Saint Thomas.

## Riconoscimenti
Alla sua memoria è dedicato l'Aeroporto Internazionale dei Caraibi Santiago Mariño, scalo aeroportuale venezuelano situato sulla parte meridionale dell'isola Margarita nei pressi della località balneare di El Yaque, Municipio Díaz, nello Stato federale di Nueva Esparta, servendo il più esteso centro abitato dell'isola, la città di Porlamar.